# Januszowa
Januszowa ist eine Ortschaft mit einem Schulzenamt der Gemeinde Chełmiec im Powiat Nowosądecki der Woiwodschaft Kleinpolen, Polen.

## Geographie
Der Ort liegt in den westlichen Niederen Beskiden.
Das Dorf hat eine Fläche von 394,16.
Die Nachbarorte sind die Stadt Nowy Sącz im Westen, Naściszowa und Librantowa im Norden, Boguszowa im Süden.

Das Dorf in der Gemeinde

## Geschichte
Im Jahr 1299 erhielt Jan Bogacz von den Klarissen in Stary Sącz 100 Fränkische Hufen zwischen Zabełcze, Siedlce und Mogilno. In diesem Gebiet entstanden später die Dörfer Boguszowa, Januszowa, Librantowa, Kwieciszowa (jetzt innerhalb der Stadt Nowy Sącz) und Wolfowa bzw. Olchówka (jetzt ein Weiler von Librantowa und Boguszowa). Diese Dörfer wurden geschichtlich eng verbunden. Sie wurden im Jahr 1315 von Jan Bogacz für die Stadt Nowy Sącz gespendet. Zwischen den Jahren 1381 und 1384 gehörten sie Zydel Lang (Longus Seydel), später einen reichen Bürger in Krakau. Bis 1412 änderten sich die Besitzer dieses Vermögens mehrmals. Seit diesem Jahr bis zu den Teilungen Polens gehörten diese fünf Dörfer zu den Prämonstratensern in Nowy Sącz.
Januszowa wurde im Jahr 1341 als Ianuschowa alias Sonnenschyn erstmals urkundlich erwähnt. Der erste Name ist slawisch abgeleitet vom Vornamen des Urbesitzers Jan(usz) (<Hans/Johannes), der zweite deutschstämmig. Später wurde es auch als Sonneszyn (1384), Sonnenscheyn (1389), Janusszowa alias Zymscheyn, Sonnenskeyn (1412) erwähnt.
Nach der Ersten Teilung Polens kam Januszowa zum neuen Königreich Galizien und Lodomerien des habsburgischen Kaiserreichs (ab 1804).
Im Jahr 1900 hatte das Dorf in 46 Häusern 305 Einwohner, davon alle polnischsprachig und römisch-katholisch.
1918, nach dem Ende des Ersten Weltkriegs und dem Zusammenbruch der k.u.k. Monarchie, kam Januszowa zu Polen. Unterbrochen wurde dies durch die Besetzung Polens durch die Wehrmacht im Zweiten Weltkrieg, während der es zum Generalgouvernement gehörte.
Von 1975 bis 1998 gehörte Januszowa zur Woiwodschaft Nowy Sącz.